# 懷特霍爾鎮區 (密歇根州)
懷特霍爾鎮區（英語：Whitehall Township）是位於美國密歇根州馬斯基根縣的一個行政鎮區。

## 地方資料
懷特霍爾鎮區的面積為23.80平方千米，當中陸地面積為23.00平方千米，而水域面積為0.80平方千米。根據2020年美國人口普查的數據，當地共有人口1768人，而人口密度為每平方千米74.29人。